# Bataille de Seminara (1502)
Pour les articles homonymes, voir Bataille de Seminara.
3e guerre d'Italie
Batailles
- Capoue (1501)
- Seminara (25 décembre 1502)
- Barletta (13 février 1503)
- Ruvo (23 février 1503)
- Seminara (21 avril 1503)
- Cérignole (28 avril 1503)
- Garigliano (29 décembre 1503)

La deuxième bataille de Seminara est un affrontement de la Troisième guerre d'Italie. Elle s'est déroulée le 25 décembre 1502 près de Terranova Sappo Minulio, à l'extrémité de la Calabre et a mis aux prises les forces françaises de Bérault Stuart d'Aubigny et les forces espagnoles commandées par Hugo de Cardona (es), Manuel de Benavides et Antonio de Leiva.
Les forces espagnoles ont été vaincues et se sont retirées dans les places fortes de la côte sud de l'Italie, laissant la Calabre aux mains des Français (jusqu'à la troisième bataille de Seminara en avril suivant).